# Freycinetia andajensis
Freycinetia andajensis är en enhjärtbladig växtart som beskrevs av Ugolino Martelli. Freycinetia andajensis ingår i släktet Freycinetia och familjen Pandanaceae. Inga underarter finns listade.